# Szarvasmarha
A szarvasmarha (Bos taurus) az emlősök (Mammalia) osztályának párosujjú patások (Artiodactyla) rendjébe, ezen belül a tülkösszarvúak (Bovidae) családjába tartozó faj. Húsáért kezdték tenyészteni, később tejét is hasznosították, sőt, az ember munkáját is segítette igavonóként. Azóta számos fajtáját tenyésztették ki, részben visszakeresztezve a vad rokonokkal. Várható élettartama 21 év.
A zebu ősét egyes szerzők külön fajnak tekintik (Bos namadicus), ez azonban vitatott, mivel keresztezhető a közönséges szarvasmarhával, de a többi rokon fajjal csak korlátozottan. Az európai bölénnyel keresztezve żubroń, az amerikai bölénnyel keresztezve beefalo, a jakkal keresztezve dzo (steril hím) vagy dzomo/zhom (nőstény) születik. Ázsiában több rokon fajt is háziasítottak, így a bantenget, a gaurt és a jakot. A vad rokonok azóta veszélyeztetettekké váltak.
Az eddig megnevezett fajokkal szemben a vízibivaly a Bubalus nembe tartozik. Belőle háziasították a házi bivalyt.

## Rendszertani besorolása
Az őstulok (Bos primigenius) háziasított leszármazottja, azonban 2003 óta a Nemzetközi Zoológiai Nomenklatúrabizottság (ICZN) határozatának következtében külön binomiális névvel illetik, mivel önálló faji rangot kapott.

### Alfajai
Ennek az állatnak manapság 2 alfaját ismerik el; mindkettő egy-egy őstulok alfajból lett háziasítva:
- zebu (Bos taurus indicus) (Linnaeus, 1758) - korábban: Bos primigenius indicus
- közönséges szarvasmarha (Bos taurus taurus) (Linnaeus, 1758) - korábban: Bos primigenius taurus

A két fenti alfaj vagy alaptípus az őstulok két különböző alfajából lett háziasítva, a Bos primigenius primigeniusból - ez az európai közönséges szarvasmarha típusú púp nélküli marhák őse - és a Bos primigenius namadicusból - ez a zebu típusú, nagy púppal rendelkező marhák őse. A legfrissebb kutatási eredmények alapján a két ősrokon mintegy 270 000 éve vált el egymástól. Korábban a közönséges szarvasmarha főleg Európában és Szibériában volt elterjedve, míg a zebut inkább a melegebb térségekben, mint például az őshazájában, Dél-Ázsiában, valamint Afrikában tartották szívesebben. Egyes területeken hibrid fajtákat is kialakítottak. Miután az európaiak letelepedtek más kontinensekre is, magukkal vitték szarvasmarháikat. Ezeken az új helyeken is, a hűvösebb éghajlatokon a közönséges szarvasmarhák vitték jobban, míg a melegebb tájakon a szárazságtűrő zebuk hódítottak. Szintén az újonnan felfedezett kontinenseken a két alaptípus hibridizációjának üteme megnőtt. Továbbá a szarvasmarhát minden más Bos- és Bison-fajjal sikeresen lehet keresztezni; eme hibridek ivarképesek.
Küllem, illetve hasznosítás alapján is két típust különböztetünk meg. Az első a zömökebb, tömörebb hús- és igásmarha, a másik a könnyedebb, elegánsabb tejelő fajták típusa. Mindkét alfajban megvan ez a típusú megkülönböztetés.
A Bos primigenius namadicusból a zebuba való szelídítés körülbelül 9000 éve kezdődött, míg Közép-Anatóliában Kr. e. 8500 körül és a Közel-Keleten Kr. e. 6000 környékén elkezdték háziasítani, a Bos primigenius primigeniust, melyből a közönséges szarvasmarhát alakították ki. Körülbelül Kr. e. 6000 táján a B. p. primigeniust Kelet-Ázsiában is elkezdték szelídíteni. Az Élelmezésügyi és Mezőgazdasági Világszervezet (FAO) adatai szerint 2018-ban nagyjából 1,5 milliárd szarvasmarha egyed létezett. 2009-ben feltérképezték az állat teljes genomját; ehhez Hereford marhát használtak fel; az eredményt a Bovine Genome Sequencing and Analysis Consortium című magazinban adták ki.
A közönséges szarvasmarhát 10000 évvel ezelőtt háziasították Anatóliában és a Közel-Keleten. A háziasítást bizonyítja, hogy a külsőleg a vad típustól még kevéssé különböző állatokat még Cipruson is megtalálták, ahol a vad ős nem őshonos. 2012-ben a Mainzi Egyetem nemzetközi csapata megállapította, hogy a mai európai típusú szarvasmarhák mindössze 80 tehéntől származnak a termékeny félhold területéről.  Azonban voltak később tenyésztésbe vont vad tehenek, és persze bikák is, ahogy azt további tanulmányok mutatják.
Amellett, hogy a szelídebb egyedeket tenyésztették tovább, fontos volt a jó hozam is. Emiatt megváltozott a testfelépítés: a törzs hosszabbá és masszívabbá vált, a lábak lerövidültek, a tőgy hosszabbá vált, és gyakran szőrtelenné. A hát kiegyenesedett és alacsonyabbra került. Sok szarvasmarha pofája és homloka rövid, így jobban emlékeztet a borjak kinézetére. Új színváltozatok alakultak ki, például fehér és foltos mintázat. Sok fajtánál csökkent a nemi dimorfizmus a testméretet és a színezetet illetően. A szarv egyes fajtáknál kisebb lett, vagy eltűnt.
Mindezek a módosulások különböző mértékűek a hasznosítás és a tartás módjától függően. Dél-Európában, például az Ibériai-félszigeten az extenzív tartású szarvasmarhák sokkal jobban emlékeztetnek az ősökre, mint a legtöbb fajtársuk. Elég robusztusak ahhoz, hogy az egész évet a legelőn töltsék, és csak kevés kiegészítőt kapnak ahhoz, amit lelegelnek. Hosszú lábúak, kis tőgyűek. Gyakran még a szarvuk formája is ősi. Genetikailag a Balkán-félszigeten tartott Buša a legősibb fajta. Egy olyan haplocsoporthoz tartozik, amit máshol csak a neolitikus marháknál találtak meg. Egy további jellegzetessége a történelmi időszakban már nem szelektált fajtának a genetikai sokféleség, ami az európai fajták között a legnagyobb. Ez világszerte értékessé teszi a genetikai és a funkcionális sokféleség megőrzésében.
Az erőteljes Sayaguesa, Pajuna és Maronesa fajták hátvonala hajlott. A spanyol harci marha külleme is alig módosult, mivel harcra tenyésztették, így küllemre erősen hasonlít az őstulokra.
Mivel az őstulok kihalt, de vannak még ősi szarvasmarhafajták, ezért adódott az ötlet a rekonstruálásra. A rekonstrukció eredménye a Heck-marha, ami külsejében már erősen hasonlít az őstulok ábrázolásaira, azonban hitelességét gyakran elégtelennek tartják. További prokjektek a Taurus-projekt, Tauros-program és az őstulokprojekt.

## Állomány
A szarvasmarha tartása világszerte rendkívül elterjedt, és a világ legtöbb országában találhatók szarvasmarha-állományok. 2021-ben szarvasmarhából több mint 192 országban tartottak, és az éves állomány nagysága meghaladta az 1,5 milliárd darabot.
A világ legnagyobb szarvasmarha tartói közé tartozik Brazília, India, az Egyesült Államok, Etiópia és Kína. Ezek az országok a 2021-es állományuk alapján az első öt helyen álltak. 2021-ben Brazíliában volt az éves világ szarvasmarha állományának a 14%-a.

## Hasznosítása
Ugyan a szarvasmarhát leginkább tej- és hústermelésre használják, a gépesítés előtt jelentős volt az aránya az igavonásban is; az igába - amely szekérhez vagy ekéhez van kötve - főleg az ökröket (kiherélt bikák) használták, illetve egyes térségekben még használják fel, de ha nem túl nagy a teher, akkor tehenet is igába lehet fogni. Ezenkívül felhasználják a tülkét, valamint a bőrét is. Trágyája felhasználható trágyázás céljára, de lehet belőle tüzelő vagy építőanyag is. A rideg tartású fajták tájgondozást is végeznek, mint a skót felföldi marha, a magyar szürkemarha, a heck-marha, a Galloway-marha vagy a dél-európai ősi fajták.
A Newcastle-i Egyetem munkatársai 516 tejtermelő megkérdezése nyomán kimutatták, hogy a tehén több tejet ad, ha a gazdája a nevén szólítja, mint ha csupán a csorda részeként kezelnék.
Hasznosítás szerint vannak tejtermelő, hústermelő és vegyes hasznosítású fajták. A közöttük levő különbségek genetikailag meghatározottak. A specializáció a 18. században kezdődött. A magas tejtermelésű képességű fajták szervezetében a növekedési hormon magasabb szintjét mérték. A húsmarhákat arra tenyésztették, hogy húsuk szerkezete kedvezőbb legyen. Régebben a vágóba szánt hímnemű állatokat kasztrálták, ugyanebből a célból. Vágnak mind hím-, mind nőnemű egyedeket. Vannak fajták, melyek gyorsan nőnek, és vannak, amelyeknek inkább a végsúlyuk nagy.
Az emberi antiszérum feltalálása előtt állatokat használtak antiszérum termelésére: lovakat, marhákat, juhokat. Kezelni kellett a fajtól idegen fehérjékre való érzékenységet.
Spanyolországban, Portugáliában, Dél-Franciaországban, az egykori spanyol gyarmatokon és más területeken, ahol erős a spanyol hatás, bikaviadalokat szoktak tartani, ahol a bika ellen emberek harcolnak, és amik többnyire a bika, és néha egy vagy több ember halálával végződnek. A bikafuttatásnak ugyan nem esnek áldozatul szarvasmarhák, de előfordulnak sérülések, halálos áldozatok az emberek részéről.
Habár a nőstények béketűrőbbek, mint a hímek, azonban egyes fajták teheneit felhasználják hasonló rendezvényekben.
A béketűrés alól kivétel, ha az anyatehén veszélyben érzi borját; különösen, ha rideg tartású, és ritkán lát embert. Még nagyobb a veszély, ha az emberrel kutyák is vannak, és nem egy tehén, hanem egy egész csorda érzi veszélyben a borjakat. Így több esetet is dokumentáltak, amikor tehenek embert öltek.
Az egyik eset 2014-ben történt, amikor egy német szabadságoló nőt kutyájával együtt 20 tehén taposott agyon. 2017-ben a nő hozzátartozói 360 000 eurós fájdalomdíjat követeltek. A per 2017 május 9-én kezdődött, és azt a megjegyzést tették, hogy, ha elítélik a tehenek gazdáját, akkor a tehenészek le fogják zárni azt a legelőt, ahol a marhákkal vannak, így leszűkül az a terep, ahova kirándulni lehet menni. Részt vettek a mezőgazdasági kamara, állatvédő egyesületek, állatorvosok is.
2017 május 8-án Kirchberg an der Raabnál egy 80 éves egykori mezőgazdászt megtámadt egy vemhes tehén, és az idős férfi meghalt. A tehén még aznap megszülte borját. 2017 június 7-én Erlnél (Tirol) a Kranzhornalmon két 70 éves nő kutyákkal kirándult, amikor egy sövénnyel elkerített területen borjas tehenek támadtak rájuk. Az egyik nő meghalt.
2018 május 16-án Tirol információs kampányt indított „Die Alm ist kein Streichelzoo“ címmel. Brosúrák és öt videó adnak tanácsot arra öt nyelven, hogyan viselkedjenek az emberek az alpesi legelőkön, hogy elkerülhessék a hasonló tragédiákat.

## Legfontosabb fajták
Magyar fajták:

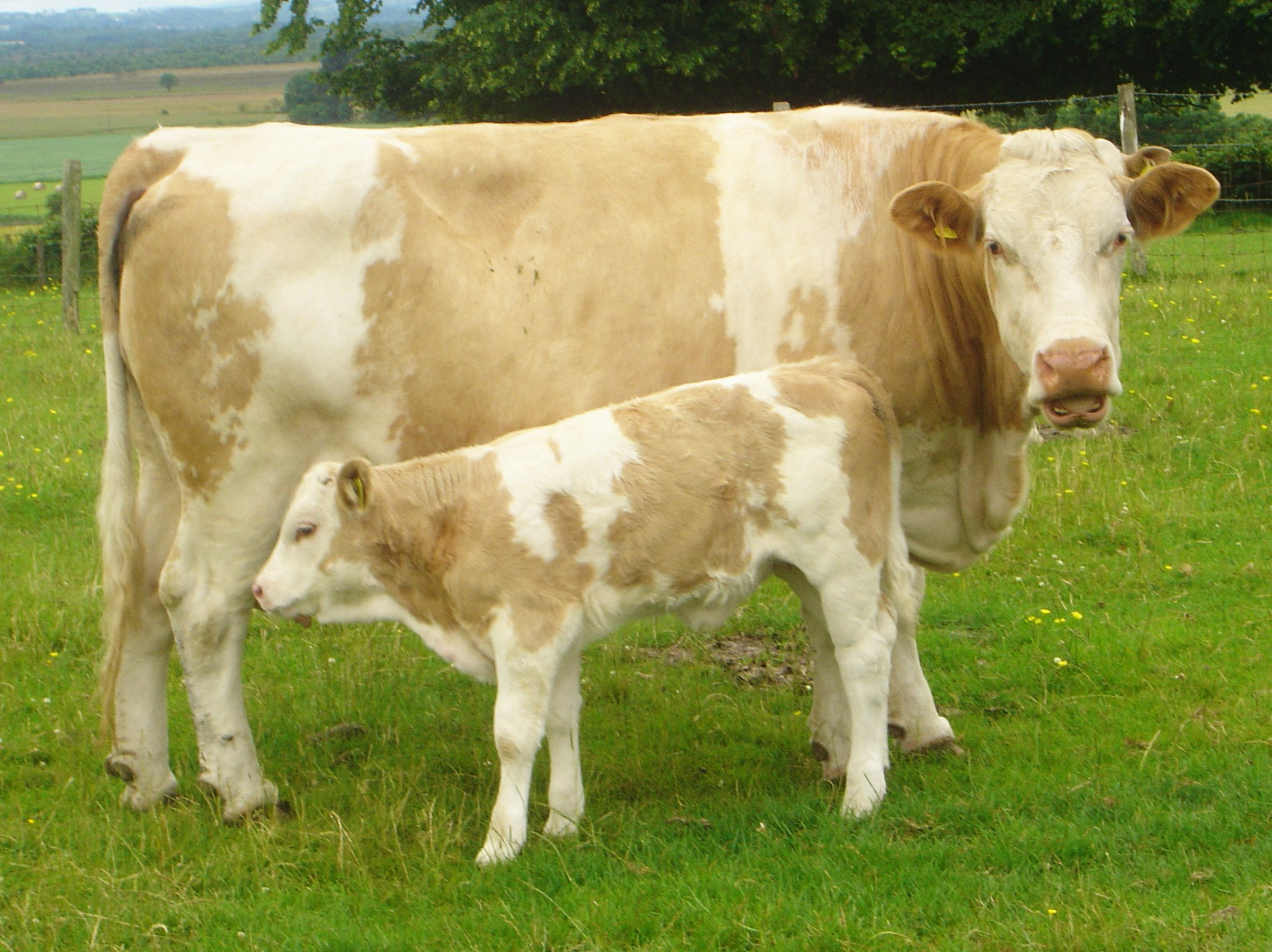
Szimmentáli tehén és borja

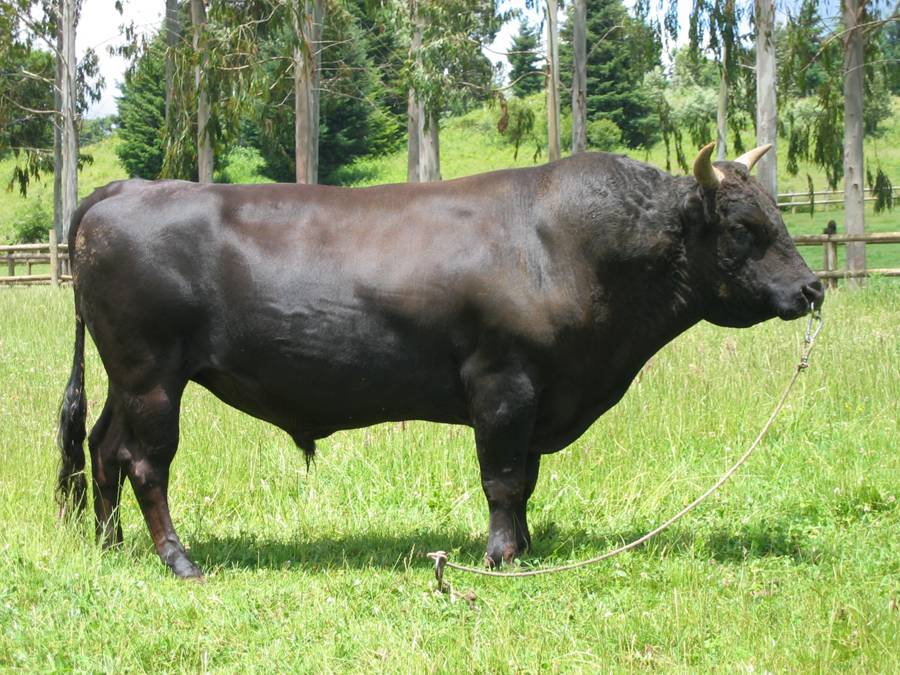
Wagyu japán marha, amely a világ egyik legjobb marhahúsát adja

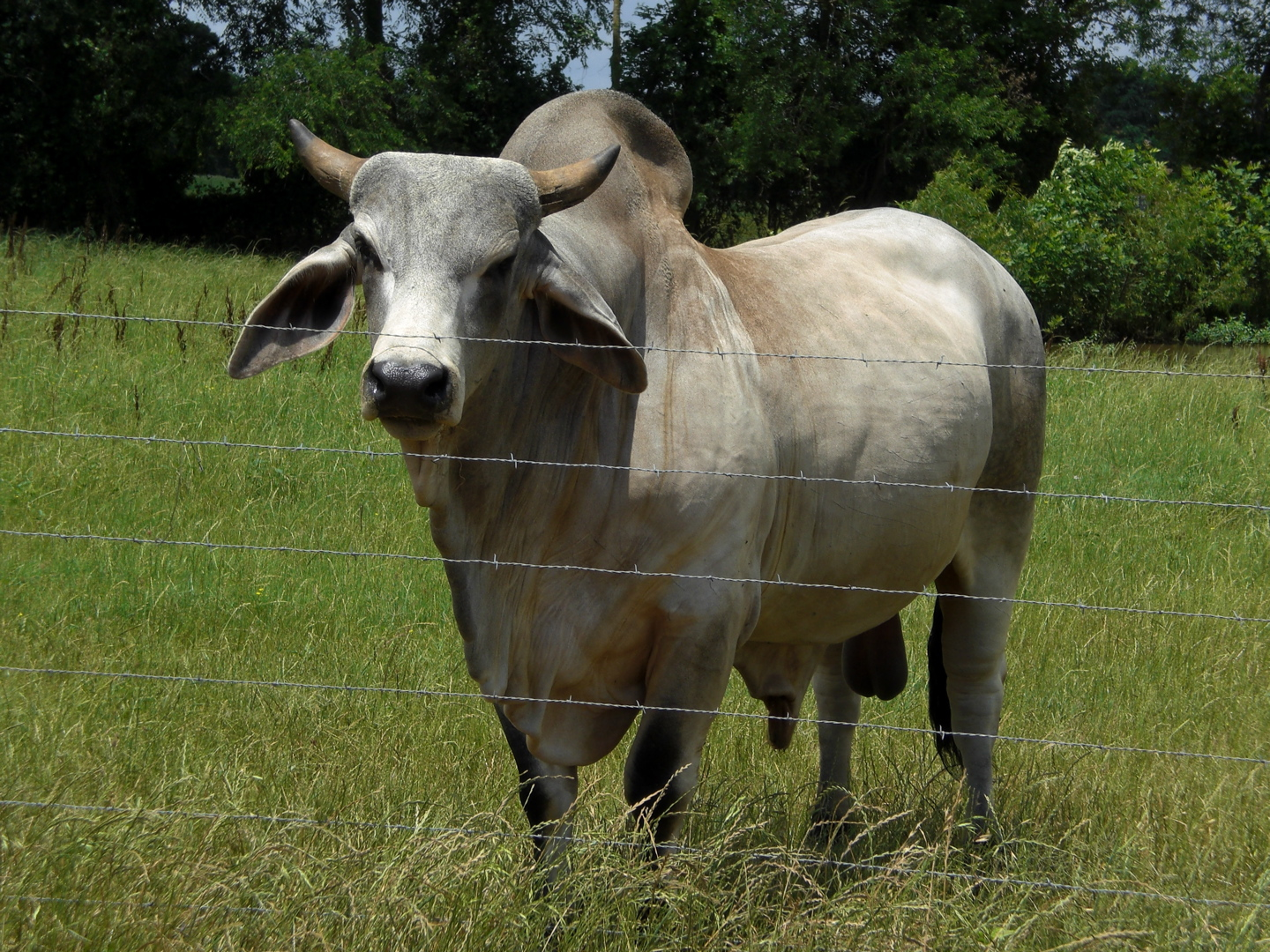
Zebu bika

- Magyar szürke szarvasmarha (jellegzetes, nagy szarvval, ezüstszürke, a szem, mar, lábtövek sötétek, a borjak viszont narancsszínűen jönnek a világra, amit szaknyelven pirók színnek neveznek. Ezt a szőrzetszínt koruk előrehaladtával – az egyed fejlettségétől és a takarmány minőségétől függően – fokozatosan elveszítik, és teljesen kiszürkülnek, mire elérik a 2-6 hónapos kort)[36][37]
- Magyar tarka szarvasmarha[38][39]

Tejhasznú fajták:
- Ayrshire marha[40][41]
- Holstein-fríz[42]
- Jersey marha[43]

Húsfajták:
- Aberdeen angus[44]
- Aquitaniai szőke marha[45]
- Charolais marha[46][47]
- Fehér-kék belga marha[48]
- Hanu[49]
- Hereford marha[50][51]
- Limousini marha[52]
- Texasi hosszúszarvú marha[53]
- Wagyu marha[54]

Kettős hasznosításúak:
- Dexter[55]
- Magyar tarka szarvasmarha
- Pinzgaui marha[56]
- Szimmentáli marha (a szimmentáli kitenyésztését a 18. század vége felé a svájci Alpokban kezdték. Erélyes növekedése, jelentős tejtermelése, kiváló ellenállóképessége miatt az egész világon elterjedt. Színe szabálytalan, különböző árnyalatú, piros-, illetve sárga-tarka. Marmagassága 138–142 cm. A tehén 650–750, a bika 1100–1300 kg. Tejtermelése 4500–5000 liter/év. Húsa napi 1,2-1,3 kilogrammal gyarapodhat)[57][58]
- Kárpáti borzderes marha (mintegy 120 éve hazánk egyik jellemző, hagyományos szarvasmarhafajtája volt,[59] mai formáját az 1800-as évek közepére-végére nyerte el, a Kárpátokban jelenlévő mokány, riska, busa marhát svájci borzderes fajtájú szarvasmarhákkal keresztezték,[60] kis testű, marmagassága 110–135 cm, színe a fajtára jellemzően nem egységes, barna és szürke szőrszálak keveréke, ez a jellegzetes deres szín[61])

A tömeges állattartás és a technikai fejlődés miatt számos fajta kihalt, vagy került veszélybe. Németországban a GEH minden évben választ egy veszélyeztetett haszonállatfajtát, hogy felhívja a figyelmet helyzetére. Különösen nagy veszélyben vannak azok a fajták, amelyeket munkára specializáltak vagy speciális élőhelyet igényelnek.
Afrikában eredetileg púp nélküli fajtákat tenyésztettek. Úgy 4000 évvel ezelőtt vitték be a zebu típust, és csak az arabok terjesztették el nagyobb számban 700-tól. Mindazonáltal a mitokondriális genom szerint az afrikai zebu típusú szarvasmarhák közelebb állnak az európai marhákhoz, mint az indiai fajtákhoz. Mivel a mitokondrium anyai ágon öröklődik, azért feltételezik, hogy zebu bikákkal keresztezték a helyi állományt.
Az eredeti, púp nélküli afrikai szarvasmarhákat Sanga-marháknak nevezik. Leletek szerint őket Afrikában háziasították, függetlenül az európai őstuloktól.

## Elnevezései
- Szopós borjú: születéstől az elválasztásig (nőivarú 3, hímivarú 4 hónapos koráig)
- Választott borjú: az elválasztástól féléves korig
- Növendék: 7 hónapos kortól a tenyésztésbe vételig
- Üsző: a nőivarú marha az első ellésig, kortól függetlenül
- Szűz üsző: ivarérett üsző az első fedeztetésig
- Előhasi üsző: első vemhes üsző
- Előhasi tehén: tehén a második borja megszületése előtt
- Bika: kortól függetlenül a hímivarú egyed
- Tinó: ivartalanított növendékbika
- Borjúfogas tinó: 2-3 éves tinó a szegletfog kiváltása előtt
- Ökör: 4 évesnél idősebb ivartalanított bika (függetlenül az ivartalanítási kortól)
- Göböly vagy sőre: hizlalásra fogott, vagy kihízott szarvasmarha (kortól és nemtől függetlenül)
- Csuvas: hízóökör[64]

## Elterjedtsége

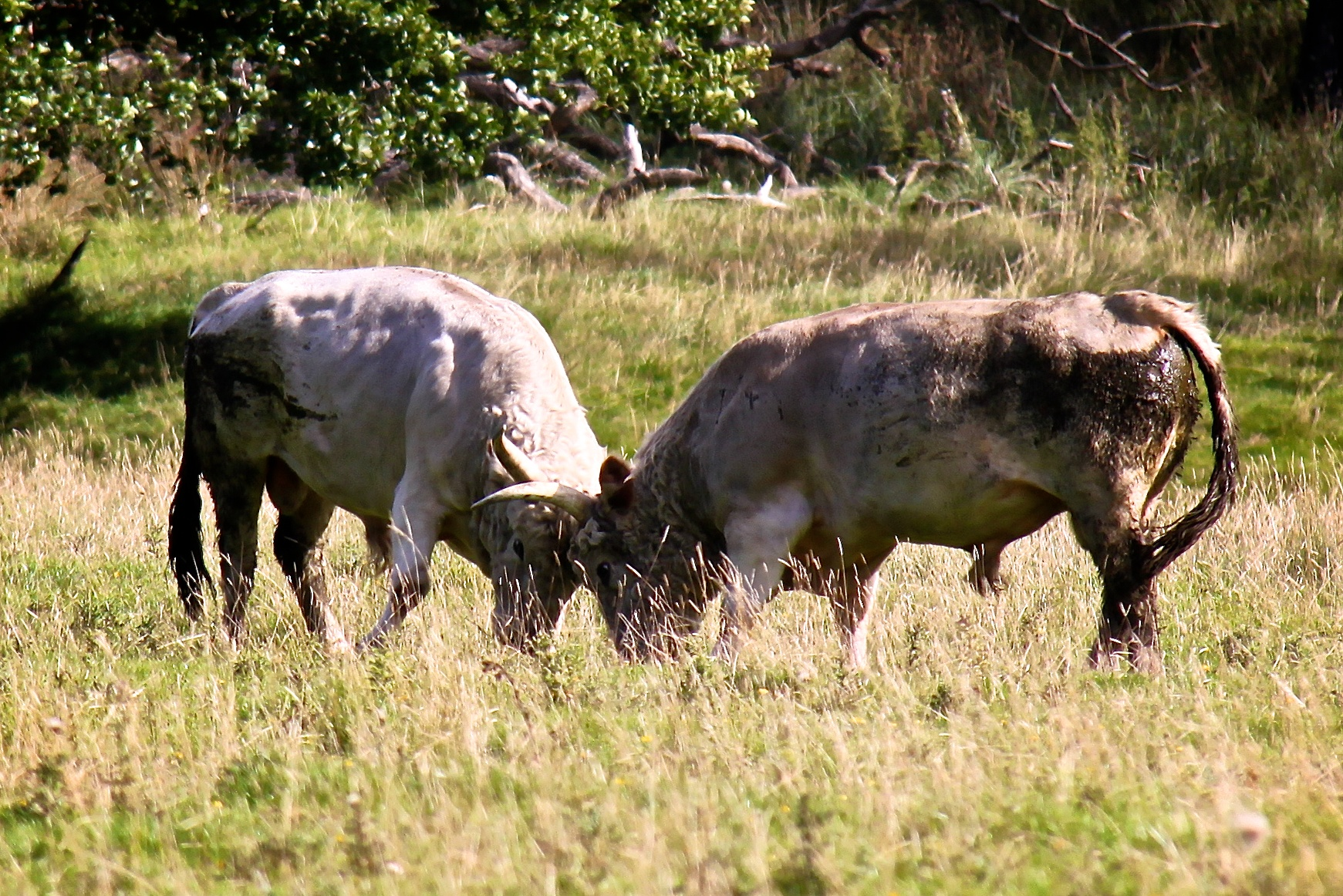
Chillingham-marhák évszázadok óta vadon élnek Angliában

A szarvasmarha világszerte elterjedt. A trópusi területek éghajlatához inkább a zebu alkalmazkodott, jobban, mint az európai szarvasmarha. A középkorban az európaiak betelepítették Grönlandra és Izlandra. Amerika felfedezése után, még a 15. században betelepítették Amerikába, Ausztráliába, Új-Zélandra és más szigetekre. A szökevényekből visszavadult csordák sok helyen máig megtalálhatók. Vadon élnek a Chillingham-marhák és a Betizuakok.
Indiáé a világ legnagyobb szarvasmarha-populációja: számuk 226 millió. Brazíliában 200 millió, Kínában 108 millió, az Amerikai Egyesült Államokban 96 millió. Összesen 1,5 milliárd szarvasmarha él a Földön, összesített testtömegük majdnem kétszer akkora, mint az emberiség össztömege.

## Testfelépítése

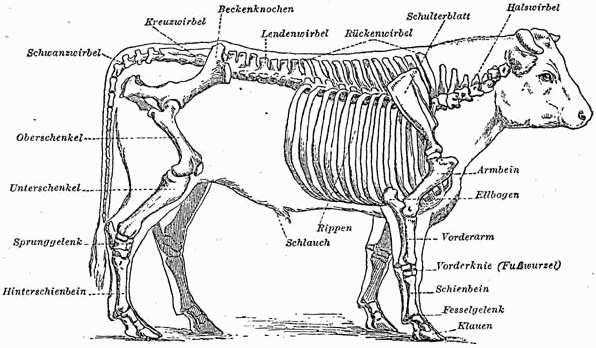
A szarvasmarha csontváza

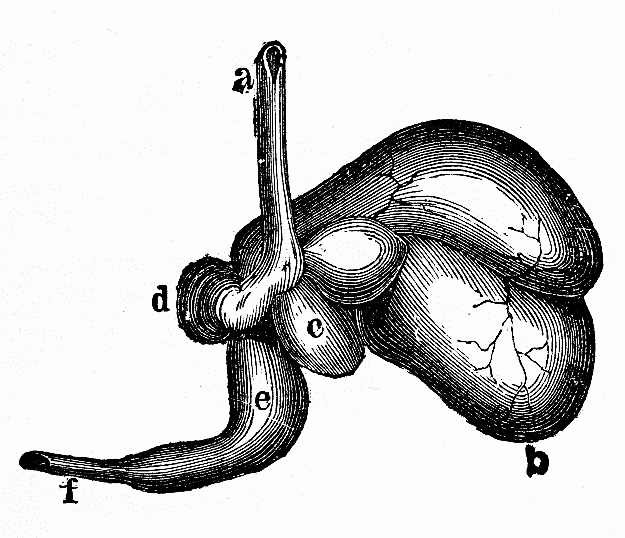
A szarvasmarha gyomra:
b bendő, c hálózatos gyomor,
d leveles gyomor, e oltógyomor
(a nyelőcső, f bél)

A tehenek testsúlya körülbelül 500-800, a bikáké 1000–1200 kg. Maximális élettartama 20 év körüli. A szarv csak néhány fajtánál hiányzik. Borjaknál a szarv növekedése kiégetéssel megállítható, ami csökkenti a felnevelés költségeit. Svájcban a szarvak kiégetésének aránya eléri a 90%-ot. A szarvasmarhák növényevők. Kérődzéssel azonban jobban tudják hasznosítani a táplálék energiatartalmát. Nem legelik le a füvet olyan rövidre, mint a lovak.
Felnőttkorban a szarvasmarhának 32 foga van. Az alsó állkapocsban mindkét oldalon három metszőfog, egy szemfog és hat rágófog foglal helyet. A felső állkapocsban nincsenek metsző- és szemfogak; porcszalag helyettesíti őket. A füvet a marha a metszőfogak és a porcszalag közé fogja, majd egy fejmozdulattal leszakítja. A porcszalag és a rágófogak között foghíj van.
A kérődzőknek, így a marhának is négy gyomra van: bendő, hálós gyomor, leveles gyomor, oltógyomor. A szárított marhaürüléknek jelentős a fűtőértéke, így tüzelőnek is használják.
A szarvasmarha naponta kérődzéssel együtt 30 ezer rágómozdulatot tesz, és napi 150 liter nyálat termel. Nem csoda, hogy forró napokon napi 180 liter vizet vesz magához, és perceként 25 liter vizet is képes lenyelni. Megfelelő körülmények között egy magas tejtermelésre képes hibrid tehén akár évi 10 ezer liter tejet képes adni.
Emésztés közben más kérődzőkhöz hasonlóan erjesztési gázok keletkeznek, melyeket az állat felböfög. Ennek nagy része szén-dioxid és metán.

## Betegségek
A szarvasmarha egyik legújabb és legismertebb betegsége a BSE (Bovine Spongiform Encephalopathia, vagyis szivacsos agyvelőelfajulás), más néven kergemarha-kór. Valószínűsíthetően kapcsolatban áll a kiskérődzők surlókórjával (scrapie) és az embereknél előforduló Kreuzfeld-Jakob kórral. Prionok okozzák.
Egyéb fontos betegségek:
Bakteriális:
- Tuberkulózis
- Paratuberkulózis (a legfrissebb kutatások szerint a pasztőrözést is túléli)
- Brucellózis
- Lépfene
- Panaritium
- Szalmonellózis
- Gangraena emphysematosa (nem fertőző)

Vírusos eredetű:
- Száj- és körömfájás (a páros ujjú patásoknál fordul elő)
- IBR/IPV
- BVD/MD

Gomba:
- Trichophytia

Anyagcserezavarok:
- Ketózis
- Tetánia
- Hipokalcémia

Paraziták:
- Tüdőférgek
- Ascaridida
- Májmétely
- Dicrocoelium dendriticum
- Clonorchis sinensis
- Kokcidiák

Továbbiak:
- A hálózatos gyomor idegentest betegsége
- Felfúvódás
- A bendő elmozdulása

2008-ban megjelent Magyarországon is a kéknyelv betegség.

## Kultúra
A hinduizmus szent állata. Szentnek tartják a tejét, a belőle készült tejtermékeket, de még a trágyáját is.
Sok nomád kultúrában a marhák száma a vagyon fokmérője és státusszimbólum, emiatt ritkán vágnak belőlük. Így volt ez a magyarság történelmében is.
Értékmérő: a tinó

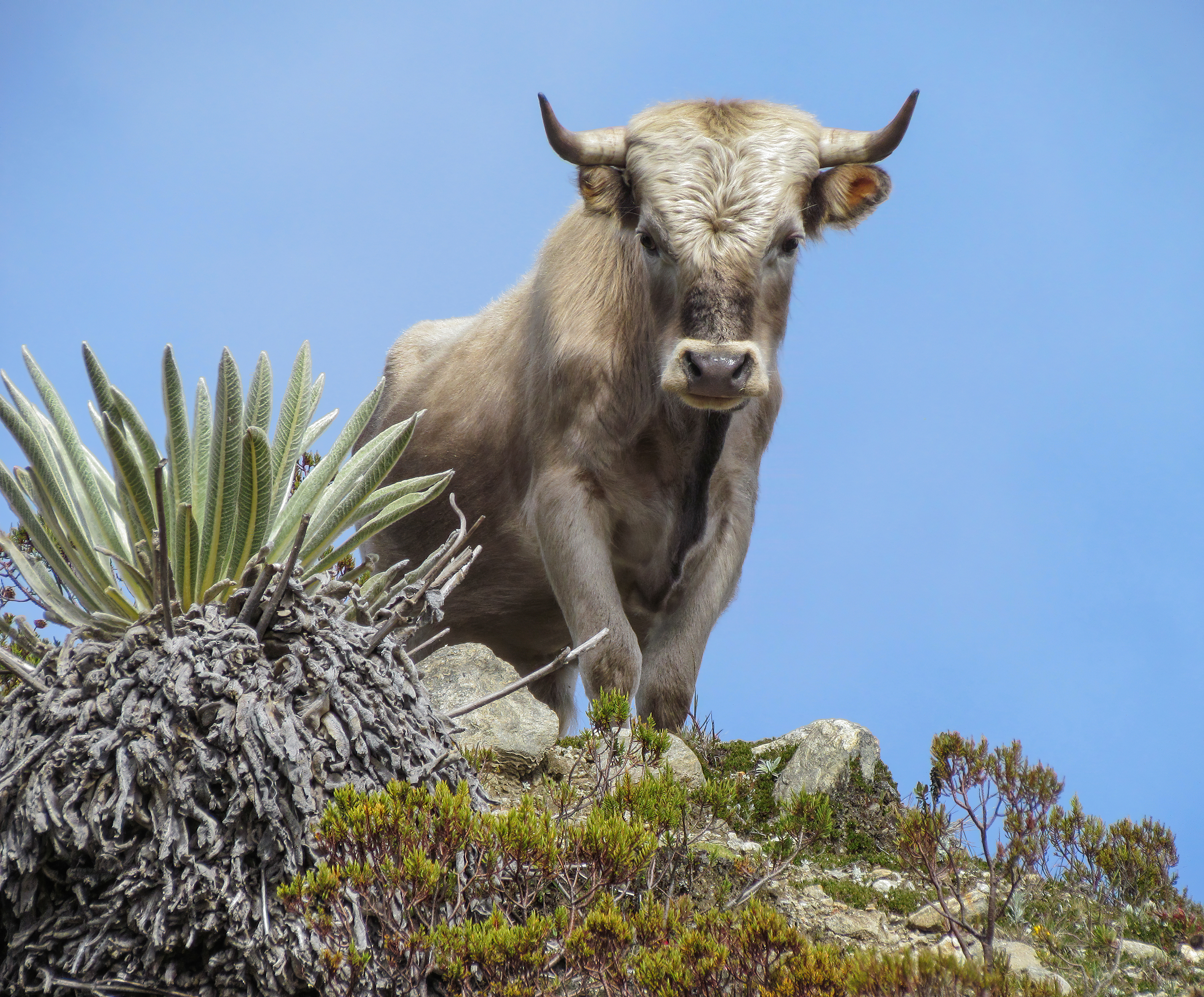
A Charolais marha fejének jellemzői az arányosan széles homlok, egyenes fejél, kerek fehér szarv

István törvényeinek egyszeri átolvasása világossá teszi számunkra, hogy a Kárpát-medencei népesség legfőbb értékmérője még nem a pénz volt, hanem a tinó, vagyis a fiatal (még igába nem fogott) ökör. Ez arra mutat, hogy nagyon jelentős lehetett az állattartás, hiszen az állattartók rendelkeztek tinókkal. Ezekkel kellett a kirótt büntetéseket fizetni. Az is kiderül, hogy a tinókkal való rendelkezés mértéke a gazdagság fokmérője volt. [...] E korai időszakban a vagyon, a tehetősség fokmérője éppen a barom, a jószág volt. Nem véletlen, hogy a régi magyar nyelvben a barom és a jószág szavak jelentették az anyagi javakat, a vagyont.
A bika, angolul bull, gyakran erőt, kitartást szimbolizál:
- Red Bull energiaital.
- PREFA
- A Charging Bull bikaszobor a New York-i tőzsde bejáratánál.
- Chicago Bulls ismert kosárlabdacsapat.

A tehén gyakran a tej és a tejtermékek márkajele, gondolhatunk itt például a Milka lila tehenére.
A gyerekirodalomban is gyakran megjelenik, főleg képeskönyvekben, képregényekben, rajzfilmekben lehet találkozni velük, de karikatúrákban is előfordulnak.

## Híres szarvasmarhák
Teljesítményük vagy tulajdonságaik miatt ismertek:
- Osborndale Ivanhoe (1952–1963) – körülbelül 100.000 utód
- Herman (1990–2004) – transzgénikus bika
- Kian (1997–2013) – több, mint 1 millió spermaadag
- Toystory (2001–2014) – több, mint 2 millió spermaadag
- Yvonne (2005–2019) – három hónapos vándorlás 2011-ben, Európa-bajnokság-orákulum 2012-ben
- Goldwyn (2000 -  -)  Sok ismert kiállítási és törzstehén apja (James x Storm x Grand)
- Starbuck ( -  -  - ) Törzsapa 2.0

## Fordítás
- Ez a szócikk részben vagy egészben  a   Cattle című angol Wikipédia-szócikk ezen változatának fordításán alapul.  Az eredeti cikk szerkesztőit annak laptörténete sorolja fel. Ez a jelzés csupán a megfogalmazás eredetét és a szerzői jogokat jelzi, nem szolgál a cikkben szereplő információk forrásmegjelöléseként.
- Ez a szócikk részben vagy egészben  a   Hausrind című német Wikipédia-szócikk fordításán alapul.  Az eredeti cikk szerkesztőit annak laptörténete sorolja fel. Ez a jelzés csupán a megfogalmazás eredetét és a szerzői jogokat jelzi, nem szolgál a cikkben szereplő információk forrásmegjelöléseként.